# Jens Nielsen (ishockeyspiller)
 Der er flere personer med dette navn, se Jens Nielsen.
Jens Nielsen (født 23. oktober 1969 i København) er en dansk ishockeyspiller der i sæsonen 2007-08 spillede for AaB Ishockey i den bedste danske række, Superisligaen. Hans foretrukne position er højre wing. Han debuterede for Herlev i 1984, men efter blot en enkelt sæson skiftede han til Leksand i Sverige. Efter et par sæsoner på Leksands juniorhold debuterede han i Elitserien i sæsonen 1987-88.
Jens Nielsen er kendt som en stærk offensiv spiller med en blændende teknik.
Han spillede i mange sæsoner for Leksand og Rögle, heraf de fleste sæsoner i Elitserien. Jens Nielsen var indtil for nylig den udlænding der havde lavet flest point i den svenske Elitserie igennem tiden inden han blev passeret af finske Juha Riihijärvi. Jens Nielsen har i 598 kampe lavet 156 mål og 224 assists for 380 point i Elitserien.
Efter at have afsluttet sæsonen 2004-05 i den schweiziske Nationalliga B, vendte Jens Nielsen efter 20 sæsoner i udlandet hjem til Danmark da han skrev kontrakt med AaB. Efter sæsonen 2006-07 forlængede Jens Nielsen sin kontrakt med AaB for endnu en sæson. Efter AaB's kvartfinaleexit i 2008 mod Odense blev det offentliggjort at Nielsen ikke ville få forlænget sin kontrakt med AaB.
Jens Nielsen har deltaget i 13 VM-turneringer for Danmark, senest ved VM i ishockey 2007 i Moskva.
Den 25. januar 2024 blev Jens Nielsen præsenteret som ny cheftræner i Aalborg Pirates.

## Hæder
Han blev i 2014 optaget i Danmarks Ishockey Unions Hall of Fame.